# Жарки-Летниско (остановочный пункт)
Жарки-Летниско (пол. Żarki Letnisko) — остановочный пункт в селе Жарки-Летниско в гмине Порай, в Силезском воеводстве Польши. Имеет 2 платформы и 2 пути.
Остановочный пункт на железнодорожной линии Варшава — Катовице, построен в 1921 году.